# Copa do Sertão de Futebol de 2019
A Copa do Sertão 2020 seria a primeira edição desta competição de futebol que reúne equipes dos Estados do CE, PB e PE. 
A data prevista para início do sertame seria 02 de novembro de 2019. Porém por falta de estádios, foi adiada para o final de 2020. Porém, sem datas acertadas, foi cancelada e a competição não aconteceu. 

## Regulamento
Os 8 (oito) clubes serão divididos em dois grupos de quatro equipes.
Na Primeira Fase, os clubes jogarão entre si dentro do próprio grupo, em partidas de ida, classificando-se dois clubes de cada grupo para a Fase Semifinal.
Na Fase Semifinal, ainda está em definição se os quatro clubes classificados jogarão em partidas de ida e volta, ou apenas de ida. Com mando de campo do primeiro ou segundo jogo para o clube com melhor colocação na Primeira Fase:
GRUPO C: 1º Colocado do Grupo A x 2º Colocado do Grupo B
GRUPO D: 1º Colocado do Grupo B x 2º Colocado do Grupo A
Ao final dos jogos, os clube que somarem o maior número de pontos ganhos estarão classificados para a Fase Final. 
Critério de desempate das semi finais e a final, ainda estão em estudo pelos organizadores da competição.
Ao clube vencedor da Fase Final será atribuído o título de Campeão da Copa Sertão de 2019.

## Participantes
| Equipe                | Cidade            | Estádio            | Capacidade | Títulos |
| --------------------- | ----------------- | ------------------ | ---------- | ------- |
| Atlético Cajazeirense | Cajazeiras        | Perpetão           | 7 000      |         |
| Barbalha              | Barbalha          | Lírio Callou       | 3 000      |         |
| Campo Grande          | Juazeiro do Norte | Romeirão           | 10 000     |         |
| Crato                 | Crato             | Mirandão           | 10 000     |         |
| Guarani de Juazeiro   | Juazeiro do Norte | Romeirão           | 10 000     |         |
| Salgueiro             | Salgueiro         | Cornélio de Barros | 12 070     |         |
| Serrano               | Serra Talhada     | Pereirão           | 5 000      |         |
| Sousa                 | Sousa             | Marizão            | 9 500      |         |

## Primeira Fase

### Grupo A
| Classificação | Classificação         | Classificação | Classificação | Classificação | Classificação | Classificação | Classificação | Classificação | Classificação | Classificação | Classificação |
| Pos           | Times                 | Pts           | J             | V             | E             | D             | GP            | GC            | SG            | %             |               |
| ------------- | --------------------- | ------------- | ------------- | ------------- | ------------- | ------------- | ------------- | ------------- | ------------- | ------------- | ------------- |
| 1             | Atlético Cajazeirense | 0             | 0             | 0             | 0             | 0             | 0             | 0             | 0             | 0%            |               |
| 2             | Barbalha              | 0             | 0             | 0             | 0             | 0             | 0             | 0             | 0             | 0%            |               |
| 3             | Crato                 | 0             | 0             | 0             | 0             | 0             | 0             | 0             | 0             | 0%            |               |
| 4             | Sousa                 | 0             | 0             | 0             | 0             | 0             | 0             | 0             | 0             | 0%            |               |

|  |                                   |
|  | Classificados para a Segunda Fase |

| Resultados            | Resultados | Resultados | Resultados | Resultados |
|                       | CAJ        | BAR        | CRA        | SOU        |
| --------------------- | ---------- | ---------- | ---------- | ---------- |
| Atlético Cajazeirense | —          |            | —          |            |
| Barbalha              | —          | —          | —          |            |
| Crato                 |            |            | —          | —          |
| Sousa                 | —          | —          |            | —          |

| Legenda: Vitória do mandante — Vitória do visitante — Empate |

### Grupo B
| Classificação | Classificação       | Classificação | Classificação | Classificação | Classificação | Classificação | Classificação | Classificação | Classificação | Classificação | Classificação |
| Pos           | Times               | Pts           | J             | V             | E             | D             | GP            | GC            | SG            | %             |               |
| ------------- | ------------------- | ------------- | ------------- | ------------- | ------------- | ------------- | ------------- | ------------- | ------------- | ------------- | ------------- |
| 1             | Campo Grande-CE     | 0             | 0             | 0             | 0             | 0             | 0             | 0             | 0             | 0%            |               |
| 2             | Guarani de Juazeiro | 0             | 0             | 0             | 0             | 0             | 0             | 0             | 0             | 0%            |               |
| 3             | Salgueiro           | 0             | 0             | 0             | 0             | 0             | 0             | 0             | 0             | 0%            |               |
| 4             | Serrano-PE          | 0             | 0             | 0             | 0             | 0             | 0             | 0             | 0             | 0%            |               |

|  |                                   |
|  | Classificados para a Segunda Fase |

| Resultados          | Resultados | Resultados | Resultados | Resultados |
|                     | CAM        | GUA        | SAL        | SER        |
| ------------------- | ---------- | ---------- | ---------- | ---------- |
| Campo Grande        | —          |            | —          |            |
| Guarani de Juazeiro | —          | —          |            | —          |
| Salgueiro           |            | —          | —          |            |
| Serrano             | —          |            | —          | —          |

| Legenda: Vitória do mandante — Vitória do visitante — Empate |

## Classificação Geral
|  |                          |
|  | Campeão                  |
|  | Vice Campeão             |
|  | Eliminados na semi final |

## Premiação
| Copa Sertão de 2019           |
| ----------------------------- |
| A definir Campeão (?º título) |